# Bed of Roses (sang)
 For alternative betydninger, se Bed of Roses. (Se også artikler, som begynder med Bed of Roses)
"Bed of Roses" er en sang af bandet Bon Jovi fra albummet Keep the Faith som udkom den 2. november 1992.

## Trackliste
| - US 7-inch and cassette single A. "Bed of Roses" – 6:34 B. "Lay Your Hands on Me" (live version) – 5:30 - UK 7-inch and cassette single 1. "Bed of Roses" 2. "Starting All Over Again" - UK 12-inch single A1. "Bed of Roses" – 6:34 B1. "Starting All Over Again" – 3:45 B2. "Lay Your Hands on Me" (live) – 5:30 | - UK, Australian, and Japanese maxi-CD single - Australian cassette single 1. "Bed of Roses" – 6:34 2. "Lay Your Hands on Me" (live) – 5:30 3. "Tokyo Road" (live) – 5:59 4. "I'll Be There for You" (live) – 6:30 - Japanese mini-CD single 1. "Bed of Roses" (edit) 2. "Lay Your Hands on Me" (live) |

## Hitlister
| Chart (1993–1994)                                | Højeste placering |
| ------------------------------------------------ | ----------------- |
| Australien (ARIA)                                | 10                |
| Belgien (Ultratop 50 Flanderen)                  | 23                |
| Canada Top Singles (RPM)                         | 2                 |
| Ecuador (UPI)                                    | 8                 |
| Europe (Eurochart Hot 100)                       | 31                |
| Europe (European Hit Radio)                      | 12                |
| Frankrig (SNEP)                                  | 49                |
| Tyskland (Official German Charts)                | 10                |
| Iceland (Íslenski Listinn Topp 40)               | 4                 |
| Irland (IRMA)                                    | 15                |
| Holland (Dutch Top 40)                           | 14                |
| Holland (Single Top 100)                         | 9                 |
| New Zealand (RIANZ)                              | 13                |
| Portugal (AFP)                                   | 10                |
| Sverige (Sverigetopplistan)                      | 27                |
| Schweiz (Schweizer Hitparade)                    | 9                 |
| Storbritannien Singles (Official Charts Company) | 13                |
| UK Airplay (Music Week)                          | 14                |
| USA Billboard Hot 100                            | 10                |
| USA Adult Contemporary (Billboard)               | 39                |
| USA Mainstream Top 40 (Billboard)                | 5                 |
| US Cash Box Top 100                              | 4                 |

| Hitliste (1993)                    | Placering |
| ---------------------------------- | --------- |
| Australia (ARIA)                   | 47        |
| Canada Top Singles (RPM)           | 18        |
| Europe (Eurochart Hot 100)         | 65        |
| Germany (Official German Charts)   | 30        |
| Iceland (Íslenski Listinn Topp 40) | 23        |
| Netherlands (Dutch Top 40)         | 54        |
| Netherlands (Single Top 100)       | 53        |
| Switzerland (Schweizer Hitparade)  | 18        |
| US Billboard Hot 100               | 57        |